# Ascochyta corticola
Ascochyta corticola är en svampart som beskrevs av McAlpine 1899. Ascochyta corticola ingår i släktet Ascochyta, ordningen Pleosporales, klassen Dothideomycetes, divisionen sporsäcksvampar och riket svampar.   Inga underarter finns listade i Catalogue of Life.